# فیودور کوزنتسوف
فیودور ایسیدورویچ کوزنتسوف ((به روسی: Фёдор Исидо́рович Кузнецо́в) (۲۹ سپتامبر ۱۸۹۸ – ۲۲ مارس ۱۹۶۱) نظامی بلندپایه اهل روسیه بود که در جریان جنگ جهانی دوم فرماندهی یگان‌های مختلفی را در ارتش سرخ شوروی بر عهده داشت.

## زندگی
فیودور ایسیدورویچ کوزنتسوف در یک خانواده دهقان زاده شد. سال ۱۹۱۶ به نیروی زمینی امپراتوری روسیه پیوست. در جریان جنگ جهانی اول نبرد را به عنوان فرمانده دسته و یگان شناسایی پیاده‌نظام تجربه کرد. سال ۱۹۱۸ وارد ارتش سرخ شد. پس جنگ داخلی روسیه، فرمانده یک هنگ و تیپ تفنگ‌دار بود. دهه ۱۹۳۰ در جایگاه‌های آکادمیک مختلفی از جمله ریاست دانشکده نظامی فرونزه خدمت کرد. کوزنتسوف ماه ژوئیه سال ۱۹۳۸ به عنوان نایب فرمانده منطقه ویژه نظامی بلاروس برگزیده شد. یک سپاه را با موفقیت نسبی در جنگ زمستان علیه فنلاند فرماندهی نمود. پس از دوره‌های کوتاه ریاست دانشکده ستاد کل (ژوئیه ۱۹۴۰) و فرماندهی منطقه نظامی شمال قفقاز (اوت ۱۹۴۰)، ماه دسامبر سال ۱۹۴۰ به عنوان فرمانده منطقه ویژه نظامی بالتیک منصوب گردید. سال ۱۹۴۱ به درجه ارتشبدی ترفیع گرفت. با آغاز عملیات بارباروسا، تهاجم آلمان به شوروی، یگان او به جبهه شمال غربی تغییر نام داد. با تحمل شکست‌های سنگین در مقابل مهاجمان، کوزنتسوف تنها تا دو هفته پس از آغاز جنگ در این جایگاه بود.